# Volkmar Müller-Deck
Volkmar Müller-Deck (Mühlberg an der Elbe, 2 maart 1925 – Renquishausen, 5 december 1994) was een Duits componist, muziekpedagoog en dirigent.

## Levensloop
Müller-Deck kreeg zijn muziekopleiding in Arnstadt alsook in Weimar bij Twittenhoff, Oberborbeck en Abendroth. Zijn eerste beroepservaring deed hij op in Berlijn. In 1950 was hij medeoprichter van het Heidelberger symfonieorkest. Vanaf 1952 werkte hij als lector in de muziekuitgeverij Johann André en was maatgevend met de Mozart-uitgave bezig. Als koor- en blaasorkestdirigent kwam hij in 1957 naar Pforzheim. In 1965 werd hij directeur van de muziekschool Kornwestheim en aldaar tevens dirigent van de Musikverein Kornwestheim. Van 1968 tot 1980 was hij stedelijk muziekdirecteur in Tuttlingen en dirigent van de Stadtkapelle Tuttlingen. In deze tijd werkte hij tevens als jurylid bij wedstrijden van blaasorkesten in Baden-Württemberg en was "Landesmusikdirektor" van de blaasmuziekfederatie Blasmusikverband Baden-Württemberg.
Hij schreef werken voor verschillende genres, waarvan zijn werken voor koor en voor harmonieorkest het bekendst zijn.

## Composities

### Werken voor harmonieorkest
- 1981 Tanzlied-Variationen - Es tanzt ein Bi-Ba-Butzemann, voor harmonieorkest
- 1985 Eldorado, moderne ouverture
- 1986 Zweiter Folkloristischer Streifzug
- 1990 Musik Populär
- 1990 Partita concertante
- 1990 Rhapsodische Skizzen
- Auf Schritt und Tritt
- Bass-Party
- Concertino, voor harmonieorkest
- Das Kätchen von Heilbronn
- Defilè de la Garde
- Erinnerung, symfonische ouverture
- Intrada rhythmica
- Marcia Honoris Causa
- Melodie
- Melody of Life, voor trompet solo en harmonieorkest
- Motivation
- Musikanten aus Schwabenlanden
- Präsidial-Marsch
- Promenade, moderne ouverture
- Rock-mobile
- Sportsmaster Marsch
- Toccato
- Variationen über ein Volkslied
- Widmung

### Vocale muziek

#### Werken voor koor
- 1955 Sonntag: es muß doch heute Sonntag sein!, voor mannenkoor - tekst: Otto Müller-Deck
- 1960 Von Mund zu Mund: es geht ein Lied, voor mannenkoor - tekst: Heinz Haubrich
- 1961 Zwei Trinklieder, voor mannenkoor - tekst: Max Barthel
- 1964 Mein Schwarzwaldmädel: Musikanten, Musikanten, Musikanten, spielt auf!, voor mannenkoor - tekst: Max Barthel
- 1965 Tag der Freude: Sommertag und Festgepränge ..., voor gemengd koor - tekst: Max Barthel
- 1967 Abendständchen: hör, es klagt, voor mannenkoor en dwarsfluit - tekst: Clemens Brentano
- 1976 Da sind wir Musikanten wieder, voor mannenkoor - tekst: Clemens Brentano
- 1976 Freude, Freude jeden Tag, voor mannenkoor
- 1980 Albheimat, voor mannenkoor - tekst: Fritz Schray
- Abendlied, voor mannenkoor - tekst: August Heinrich Hoffmann von Fallersleben
- Der Haiterbacher Kuckuck (Volkslied aus dem Schwarzwald), voor mannenkoor
- Der Menschheit Würde, voor achtstemmig mannenkoor, orkest, orgel, koperblazers en strijkers - tekst: Friedrich von Schiller
- Der Wasserträger, naar een lied van Dunjevski voor mannenkoor
- Die Dorflinde, voor mannenkoor
- Die Strasse ist mein Königreich, voor mannenkoor - tekst: Heinz Haubrich
- Die Welt ist schön, voor mannenkoor - tekst: Max Barthel
- Ein Lied in Lust und Leid, voor mannenkoor
- Ein Stündlein wohl vor Tag, voor mannenkoor
- Es tönt von fern, voor vrouwenkoor
- Es wird sich alles finden, voor mannenkoor - tekst: Raban Sylvius
- Es wollt ein Schneider wandern, voor mannenkoor, op. 34
- Freudig laßt uns heute singen, voor mannenkoor
- Gesegnetes Land, voor mannenkoor (ook in een versie voor gemengd koor) - tekst: Max Barthel
- Heckenkind: Das Hederitt, voor mannenkoor, op. 33 nr 1/2
- Im wunderschönen Wald, voor mannenkoor - tekst: Max Barthel
- In trunkener Runde, voor mannenkoor - tekst: Heinz Haubrich
- Irisches Lied, voor gemengd koor (ook in een versie voor vrouwenkoor)
- Kommt mit!, voor mannenkoor - tekst: Max Barthel
- Lied, klinge auf, voor mannenkoor
- Lob der Freundschaft, voor mannenkoor - tekst: Max Barthel
- Morgengruß, voor mannenkoor
- Nun der Tag mich müdʹ gemacht, voor mannenkoor
- Rosabella, voor mannenkoor - tekst: Max Barthel
- Sonntag, voor mannenkoor
- Steht auf und singt, voor mannenkoor - tekst: Max Barthel
- Stille, voor mannenkoor
- Suliko, lied uit Georgië voor mannenkoor
- Und die Erde ist beglückt, voor mannenkoor - tekst: Heinz Haubrich
- Unser Schwarzwald, voor mannenkoor - tekst: Raban Sylvius
- Wanderlied, voor gemengd koor
- Wenn ich ein Glöcklein wär, voor gemengd koor
- Wenn sich früh die Wolken röten, voor gemengd koor

### Kamermuziek
- 1979 Variationen über ein Kinderlied (Ein Männlein steht im Walde), voor vier klarinetten
- 1980 Folkloristischer Streifzug, voor drie blazers
- 1980 Fünf Miniaturen, voor koperkwintet
- 1981 Tanzlied-Variationen - Es tanzt ein Bi-Ba-Butzemann, voor vier blazers
- Deutsche Tänze und Ecossaisen, voor vier klarinetten
- Geburtstagsständchen (Happy Birthday), voor twee klarinetten en fagot